# Carla Marlier
Carla Marlier (* 1937 in Paris) ist eine französische Schauspielerin.

## Wirken
Ihr Filmdebüt hatte sie 1960 in Louis Malles Film Zazie in der Rolle der Albertine. Drei Jahre später in Henri Verneuils Film Lautlos wie die Nacht konnte man sie in der Rolle der Brigitte neben Jean Gabin und Alain Delon sehen.
In den aktiven Jahren ihres Schaffens von 1960 bis 1977, spielte sie an der Seite bekannter Schauspieler wie Philippe Noiret, Eddie Constantine, Jeanne Moreau, Jean-Louis Trintignant, Annie Girardot und Jane Fonda.

## Filmografie
- 1960: Zazie (Zazie dans le métro)
- 1961: La fille aux yeux d'or
- 1962: Education sentimentale
- 1962: Eddie – Gib ihm Saures (Bonne chance, Charlie)
- 1962: Äneas, Held von Troja (La leggenda di Enea)
- 1963: I quattro moschettieri
- 1963: Lautlos wie die Nacht (Mélodie en sous-sol)
- 1964: Mata Hari, Agent H. 21 (Mata Hari, agent H21)
- 1965: Eddie, Blüten und Blondinen (Ces dames s'en mêlent)
- 1965: Déclic et des claques
- 1966: Palpitations (TV Movie)
- 1968: Ich liebe dich, ich liebe dich (Je t'aime je t'aime)
- 1968: Außergewöhnliche Geschichten (Histoires extraordinaires)
- 1971: Le bateau sur l'herbe
- 1977: La bourgeoise et le loubard
- 1977: Maladie mortelle